# Alberta Highway 1
Der Highway 1 in der kanadischen Provinz Alberta ist Teil des Trans-Canada Highway-Systems. Er führt auf einer Länge von 534 km quer in West-Ost-Richtung durch die gesamte Provinz. Er beginnt am Kicking Horse Pass im Banff-Nationalpark und endet westlich von Medicine Hat an der Grenze zur Provinz Saskatchewan. Der Highway ist dabei, als sogenannte Core Route, Bestandteil des kanadischen National Highway Systems.

## Streckenbeschreibung

### Banff – Calgary

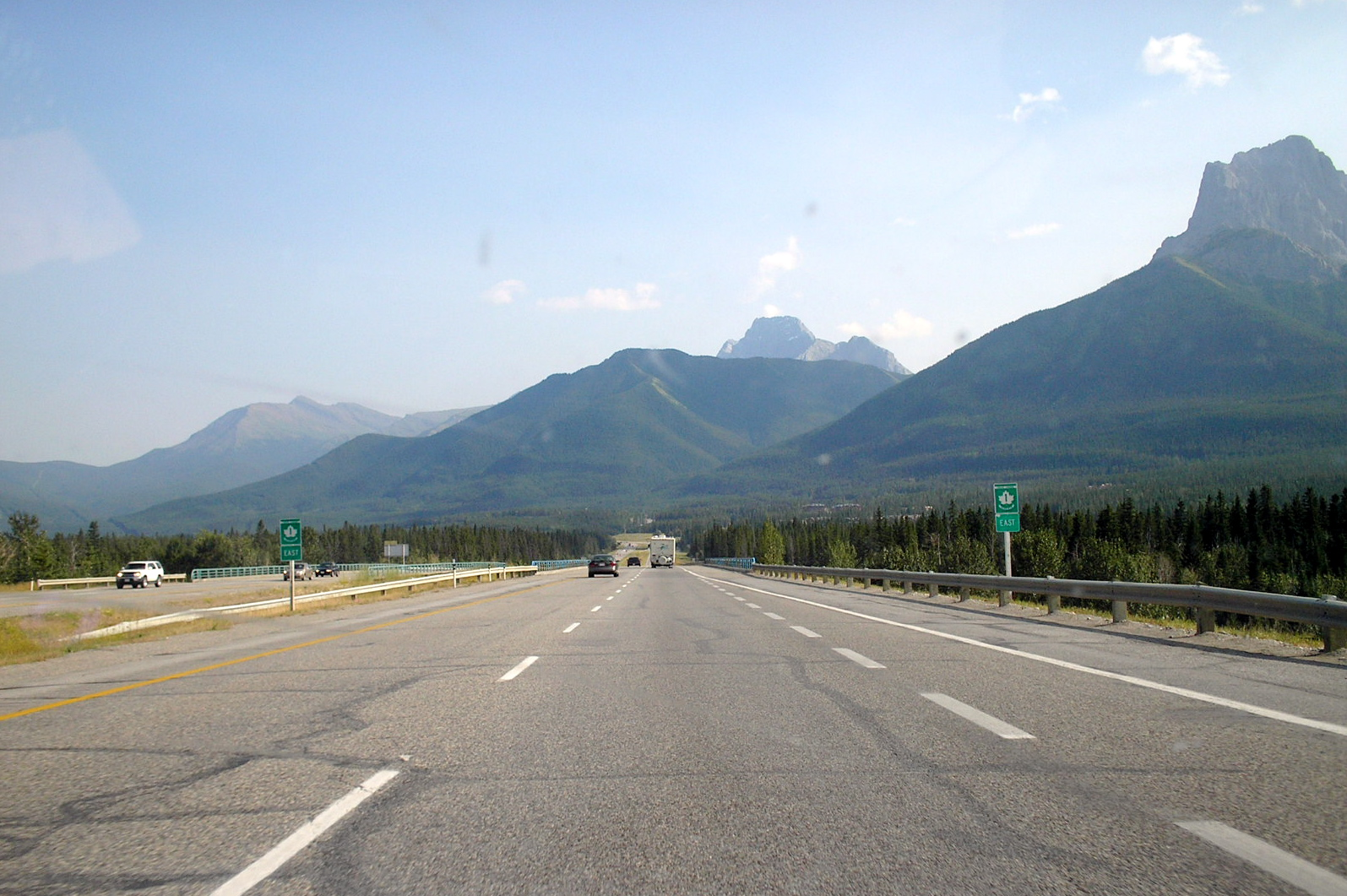
Der Highway bei Canmore

Der Highway beginnt als Fortsetzung des Highway 1 der westlichen Nachbarprovinz British Columbia am Kicking Horse Pass. Dieser Pass bildet mit einer Höhe von 1234 m nicht nur den höchsten Punkt dieses Highways, sondern allgemein des gesamten Trans-Canada Highways. Mit Überqueren des Passes gelangt man in den Banff-Nationalpark. Der Highway führt in südwestlicher Richtung. Nach 7 km zweigt nach Norden Highway 93 ab. Dieser ist unter dem Namen Icefields Parkway bekannt, er führt in den Jasper-Nationalpark. Nach weiteren 2 km gelangt man in den Ort Lake Louise bzw. von dort aus zu den Seen Lake Louise und Lake Moraine. Bei Lake Louise zweigt auch der Bow Valley Parkway (Alberta) ab. Dieser verläuft parallel zum Highway 1 am nördlichen Ufer des Bow Rivers, dieser begleitet Highway 1 bis Calgary. 25 km südlich von Lake Louise zweigt Highway 93 nach Süden hin ab, dieser führt nach Radium Hot Springs. Weitere 30 km westlich liegt Banff. Der Highway verläuft in einer Umgehung um die Stadt am nördlichen Stadtrand. Die Route führt aus dem Banff-Nationalpark heraus, damit werden auch die Rocky Mountains verlassen. Die Route führt nun in die Prärieebenen von Alberta, 1 km nach der Parkgrenze zum Banff-Nationalpark beginnt die Stadt Canmore. Highway 40, der am Ostrand der Rocky Mountains entlangführt, zweigt nach Süden hin ab. Westlich von Canmore verlässt die Strecke das Tal des Bow Rivers, damit wird der Großraum Calgary erreicht. Der Highway führt südlich des kleineren Flughafens Calgary Springbank Airport vorbei und quert am Highway 201 die Stadtgrenze von Calgary. 7 km spätermündet wieder Highway 201 in Highway 1 ein. Highway 201 stellt eine Umfahrung um Calgary dar und erschließt damit die Nordhälfte der Stadt.

### Calgary – Saskatchewan
Nach Queren des Ortszentrums von Calgary trifft man auf Highway 2, den sogenannten Queen Elizabeth Highway. Dieser erschließt in Nord-Süd-Richtung die besiedelten Teile der Provinz. Die erste größere Siedlung östlich von Calgary ist Chestermere. Bis kurz vor Chestermere verläuft der Highway streng in West-Ost-Richtung, um dann in einer 90°-Kurve nach Süden zu schwenken. Chestermere wird durchquert, um dann wieder in West-Ost-Richtung zu schwenken. Der Highway verläuft nun ca. 3 km weiter südlich nach Osten. Diese Richtung wird bis ca. 22 km östlich von Strathmore eingehalten, dann wird nochmals auf ähnliche Art und Weise der Highway um 22 km nach Süden verlagert. Nördlich von Bassano erfolgt dann eine generelle Richtungsänderung. Nach dem bisher strengen Ostkurs verläuft der Highway jetzt vorbei an Brooks bis Medicine Hat in südöstlicher Richtung. In Medicine Hat mündet Highway 3 in Highway 1 ein. Dieser sogenannte Crowsnest Highway zweigt vom Trans-Canada Highway in Hope ab und führt über den Crowsnest Pass über die Rocky Mountains. Der nördliche Arm des Highway 41 geht in Dunmore ab. Dieser Highway folgt weitgehende dem Verlauf der Provinzgrenze zwischen Alberta und Saskatchewan. 16 km östlich zweigt dann der südliche Arm ab. Ca. 1 km östlich von Walsh endet dieser Highway, er findet seine Fortsetzung im Highway 1 der Provinz Saskatchewan.

## Sehenswertes

### Banff-Nationalpark
Im Banff-Nationalpark liegen zahlreiche touristische Ziele. Erschlossen wird durch Highway 1 unter anderem der Lake Louise, der zu den beliebtesten Zielen im Nationalpark gehört. Weiterhin führt der Highway am Castle Mountain vorbei.

### Kananaskis Country
Die den Rocky Mountains vorgelagerte Hügellandschaft befindet sich am Zusammenfluss des Bow Rivers und des Kananaskis Rivers. Die Landschaft ist bekannt für ihren Ausblick auf die Rocky Mountains.

### Calgary

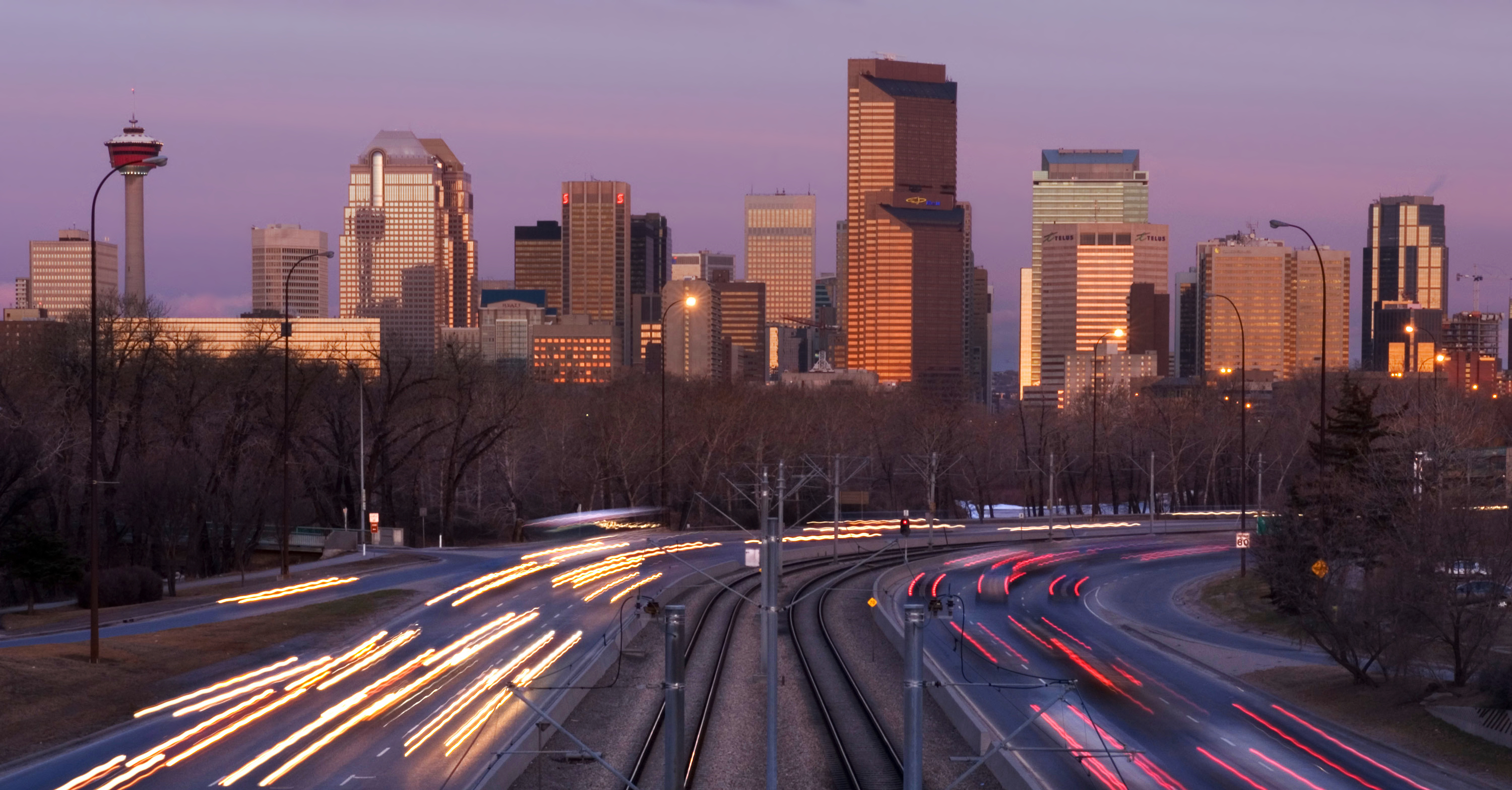
Panoramasicht von Calgary

Die Olympiastadt Calgary ist die größte Stadt der Provinz. Die Stadt ist von einer Westerntradition geprägt, u. a. findet hier die Calgary Stampede statt, welche die größte Rodeoshow der Welt ist. Das Wahrzeichen der Stadt bildet der Calgary Tower.

### Medicine Hat
Medicine Hat ist geprägt von der Förderung von fossilen Brennstoffen (Gas, Öl und auch Kohle). Die Stadt, welche auch den Beinamen „sonnigste Stadt Kanadas“ hat, liegt am South Saskatchewan River. Die Stadt ist durchzogen mit zahlreichen Parks.

## Benutzungsgebühren
Für die Nutzung eines Highways wird in Alberta im Regelfall keine Straßennutzungsgebühr erhoben. Da die Route jedoch durch Nationalparks führt, erhebt Parks Canada eine Parkbenutzungsgebühr. Die Parkgebühr wird fällig, sobald eine Nacht im Nationalpark verbracht wird, d. h. der Transit durch die Parks innerhalb eines Tages ist kostenfrei.